# Christoph Helmig
Christoph Helmig (* 18. August 1973 in Seppenrade) ist ein deutscher Altphilologe und Philosophiehistoriker.

## Leben
Helmig studierte von 1994 bis 2002 klassische Altertumswissenschaft und Philosophie bei Matthias Baltes an der Universität Münster und John M. Dillon am Trinity College Dublin. Von 1998 bis 2000 war er Fellow am Zentrum für das Studium der Platonischen Tradition in Dublin. 2001 erwarb er den Abschluss als Master of Letters in Classics (Dublin) mit einer Studie über Plutarchs De sera numinis vindicta und 2002 als Magister und das 1. Staatsexamen (Münster). Von 2002 bis 2006 forschte er mit einem Doktoratsstipendium von FWO Flandern im De Wulf-Mansion Center an der Katholieke Universiteit Leuven. In Philosophie erwarb er in Leuven den Titel Dr. phil. mit der Dissertation Ideas and Concepts. Proclus' Theory of Knowledge between Platonic Recollection and Aristotelian Abstraction. Seit 2006 ist er Mitglied der Academia Platonica Septima Monasteriensis (Münster). Von 2006 bis 2008 war er Postdoktorand von FWO Flandern im De Wulf-Mansion Center an der Universität Leuven und 2008 akademischer Koordinator der Graduiertenschule für Antike Philosophie München bei Christof Rapp.
An der Humboldt-Universität zu Berlin war er von 2008 bis 2012 zunächst als Assistent im Fach Philosophie, dann als Juniorprofessor für Klassische Philologie mit dem Schwerpunkt Spätantike. Seit Oktober 2012 lehrt er als Professor für Philosophie mit dem Schwerpunkt Antike Philosophie an der Universität zu Köln.
Seine Forschungsinteressen liegen im Bereich der antiken und spätantiken Philosophie, insbesondere der Geschichte des Platonismus und des Aristotelismus. Er beschäftigt sich mit der antiken Erkenntnistheorie sowie Begriffen (concepts) und Begriffsbildungen (concept formation) in der Philosophie.

## Schriften (Auswahl)
- als Herausgeber mit Mauro Bonazzi: Platonic Stoicism – stoic Platonism. The dialogue between Platonism and Stoicism in antiquity (= Ancient and medieval philosophy. Band 39 / = Diatribai. Colloquia in ancient philosophy. Band 3) Leuven University Press, Leuven 2007, ISBN 978-90-5867-625-2.
- Forms and concepts. Concept formation in the Platonic tradition (= Commentaria in Aristotelem Graeca et Byzantina. Quellen und Studien. Band 5). de Gruyter, Berlin u. a. 2012, ISBN 978-3-11-026631-3.
- als Herausgeber mit Graziano Ranocchia und Christoph Horn: Space in Hellenistic Philosophy. Critical Studies in Ancient Physics. de Gruyter, Berlin u. a. 2014, ISBN 978-3-11-036586-3.
- Simplicius. In: Edward N. Zalta (Hrsg.): The Stanford Encyclopedia of Philosophy (Summer 2020 Edition, first published 2020).
- als Herausgeber: World Soul – Anima Mundi: On the Origins and Fortunes of a Fundamental Idea (= Topics in Ancient Philosophy. Band 8). De Gruyter, Berlin/Boston 2020, ISBN 978-3-11-062860-9.
- mit Carlos Steel: Proclus. In: Edward N. Zalta (Hrsg.): The Stanford Encyclopedia of Philosophy (Fall 2021 Edition, first published 2011).